# 米宗
米宗（法語：Muizon，法語發音：[mɥizɔ̃]），法国东北部城市，大东部大区马恩省的一个市镇，隶属于兰斯区，其市镇面积为7.15平方公里，2022年1月1日时人口数量为2,072人，在法国城市中排名第5,130位。
米宗位于马恩省西北部，韦勒河畔，法国国道N31线和苏瓦松－日韦铁路由此通过。

## 地名来源

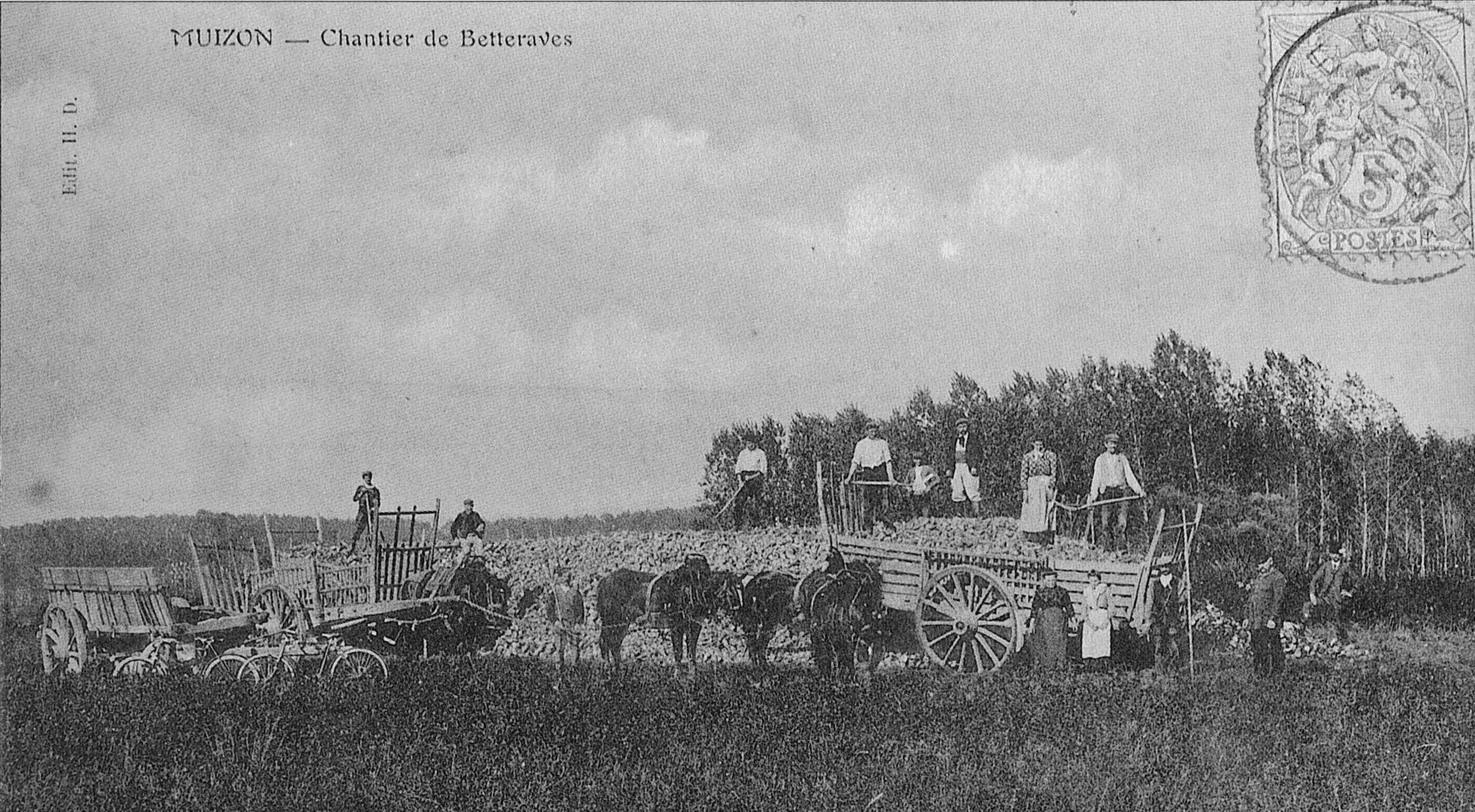
20世纪初的米宗

根据法国历史学家奥古斯特·隆尼翁的论述，米宗最初于公元850年左右以“Mutalio”或“Mutatione”的形式被记载，该名称的来源及含义尚有待考证。

## 历史
根据当地官方网站的论述，米宗最初始建于公元七世纪。约公元1216年时，香槟伯爵附庸兰斯的博杜安（Baudouin de Reims）获得了米宗，其后代在此修建了一处城堡。英法百年战争期间，英格兰军队曾占领了米宗，其城堡在投石党乱后得到重建。法国大革命后，米宗成为马恩省的一个市镇。工业革命期间，途径米宗的苏瓦松－日韦铁路建成通车。米宗在普法战争及两次世界大战期间均遭到严重破坏，其城堡在1944年8月的一次空袭中被完全摧毁。自20世纪80年代起，随着兰斯的城市扩张及通勤列车的开行，米宗人口数量有所增加，当地出现了多处新兴居民区。

## 地理

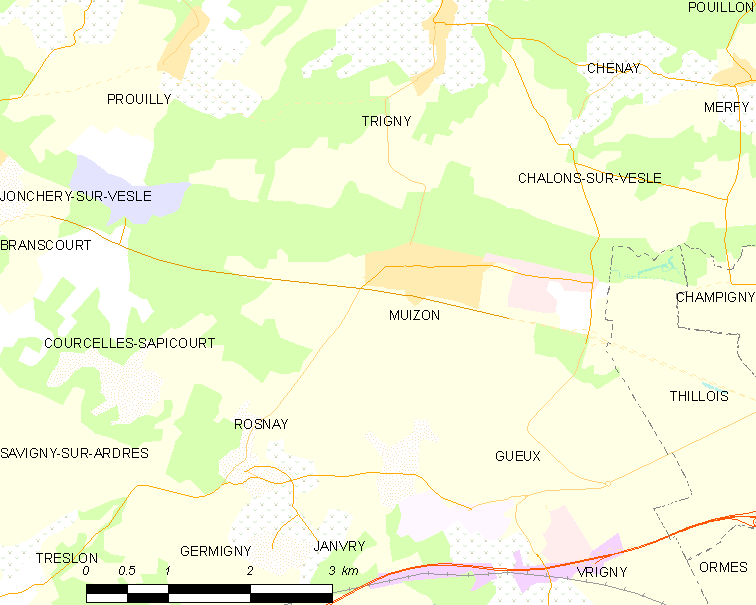
米宗市镇范围地图

米宗位于法国东北部，大东部大区西北部和马恩省西北部，距离省会香槟沙隆大约55公里。与米宗接壤的市镇包括：普鲁伊、特里尼、韦勒河畔沙隆、库尔塞勒-萨皮库尔、库尔塞勒-萨皮库尔、蒂卢瓦、罗奈和格镇。

### 地形
米宗位于香槟中北部腹地，境内以平原为主，市镇中心地势较为平坦，南侧略有起伏，全境海拔在67到111米之间。

### 水文
米宗位于塞纳河流域范围内，韦勒河自东向西流经市区北部，该河右岸的树林中有多处湿地湖塘分布。

### 植被
米宗属于温带阔叶混交林区，韦勒河右岸有大片天然林地分布。
在鲜花城市的评比中，米宗被评为2星级鲜花城市。

### 气候
米宗在柯本气候分类法中属于带有一定大陆性特征的温带海洋性气候。

## 行政区划
米宗的市镇编号为51391，邮政编号为51140。
在行政管理方面，米宗隶属于法国大东部大区马恩省兰斯区；在地方选举方面，米宗是菲姆-兰斯山县的中央投票站所在地，其市镇范围全境被划入马恩省第二选区；在社会管理方面，米宗是大兰斯城市公共社区的办公驻地。
截至2023年4月，米宗市镇范围内暂无任何城市敏感街区及城市政策优先街区。
法国国家统计与经济研究所（简称）在进行数据统计时，未将米宗划入任何城市核心区（Unité urbaine），将包括米宗在内的周边共228个市镇划为兰斯城市区。自2020年起，兰斯城市区被包含294个市镇的兰斯城市辐射区代替。此外，还将米宗市镇整体看作一个“块区”（IRIS），以便于统计人口分布情况。

## 交通

### 公路
法国国道N31线和马恩省省道D26线在米宗境内交汇，大东部大区下属的城际客运提供巴士线路，可前往周边部分市镇。
2019年，89.8%的米宗家庭拥有至少一辆私人汽车。2019年，米宗境内共发生各类交通事故2起，造成5人受伤，其中1人重伤。
| 22 | 7 |

| 香槟沙隆 | 56 |

| 兰斯 | 13 |

| 苏瓦松 | 47 |

### 铁路

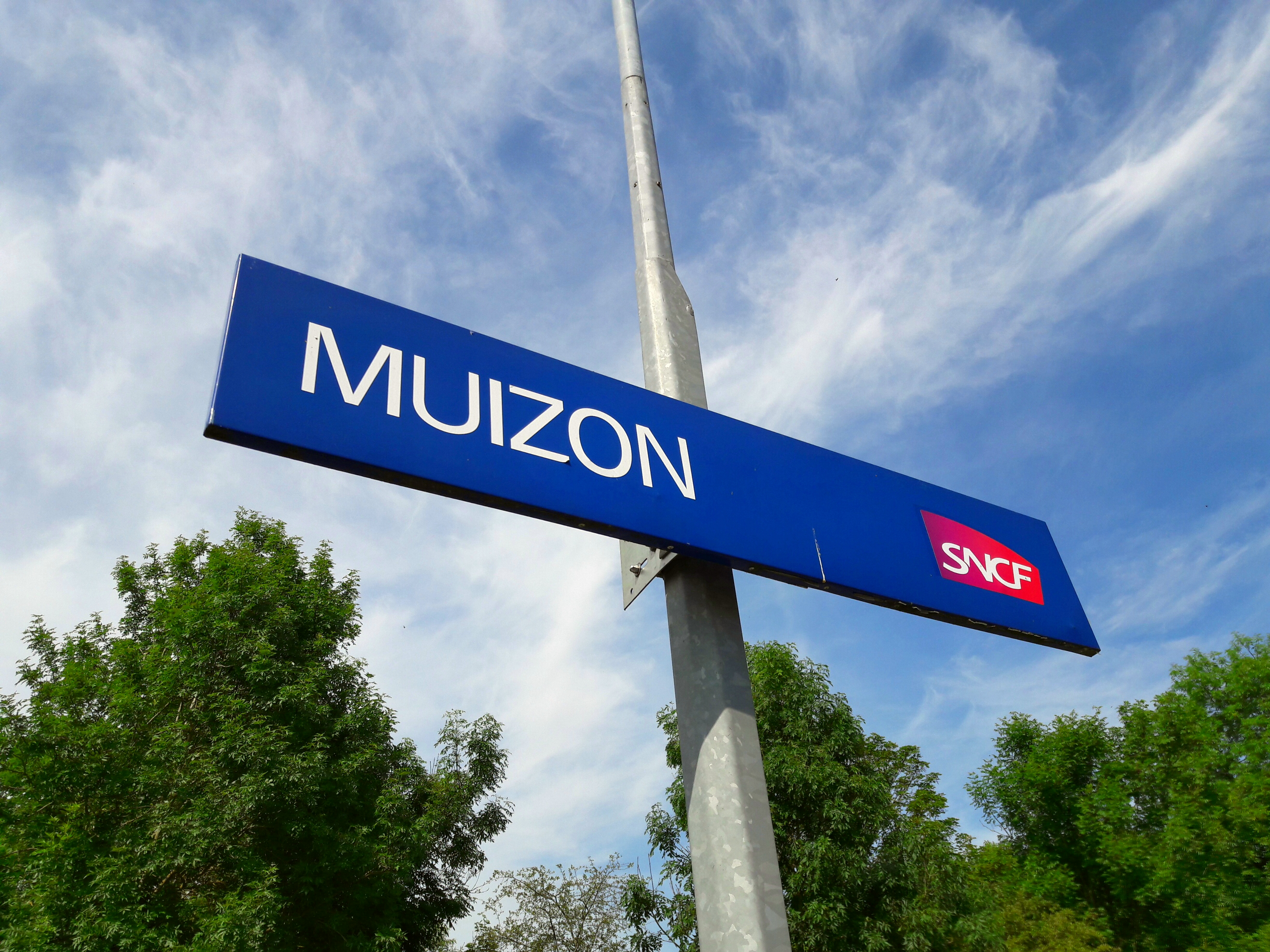
米宗火车站的标牌

米宗位于苏瓦松－日韦铁路上。米宗站位于市区北部，停靠往返于兰斯和菲姆一线的区域列车。

### 航空
距离米宗最近的民用航空站为80公里外的巴黎-瓦特里机场。

### 城市公共交通
截至2023年4月，米宗暂无城市公共交通系统。

## 政治

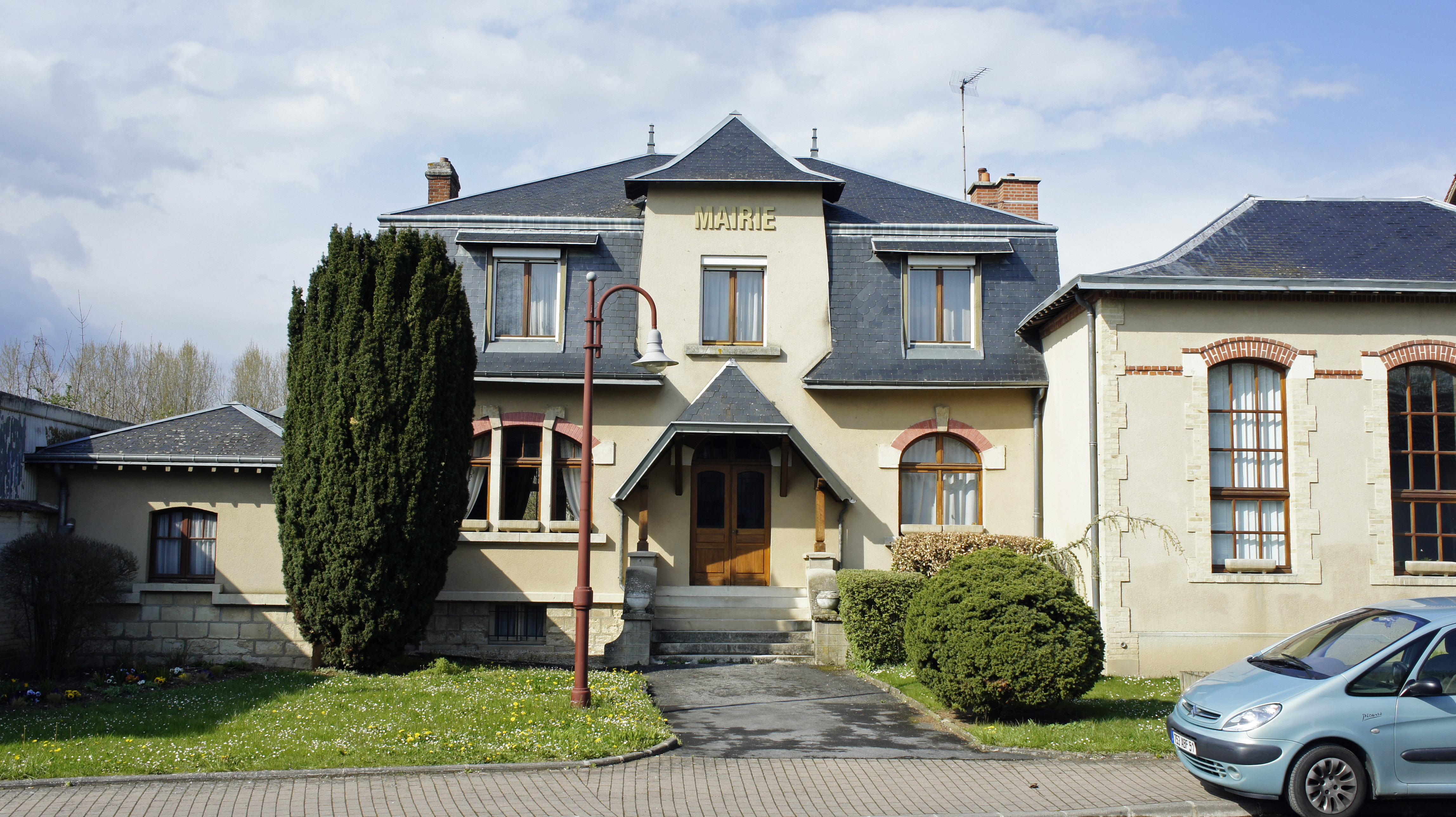
米宗市政厅

米宗的现任市长为日耳曼·勒纳尔先生（Germain RENARD），他是共和党的一名成员，在2020年的市政选举中获得了44.41%的支持率。
在2022年的法国总统大选中，法国第25任总统埃马纽埃尔·马克龙在米宗获得了56.31%的支持率。

## 人口
2019年，米宗市镇人口数量为2,119，在法国排名第5,130位。其中男性1,051人，女性1,068人，75岁及以上人口占8.6%，外籍人口数量为20人，人口密度为296人/平方公里，当地居民被称为（男性）或（女性）。2020年，米宗境内出生21人，死亡人口18人。
| 米宗1901年－2020年人口变化情况 |
|                                |
| 数据来源：Cassini、INSEE       |

## 经济
米宗是一个区域性的中心市镇，也是兰斯的一个郊区卫星城。截止2023年4月，米宗市镇范围内共有各类用人单位（包含自雇）330家，平均历史为16年，其中97.93%为中小型企业（PME），2023年2月至4月间，当地的经济活力指数为-0.3%。（建筑工程）、（电子设备维修）及（金属构件生产）是当地2021年营业额最高的三个企业，分别为34,197,687欧元、5,297,919欧元和3,431,658欧元。

## 财政与居民收入
2021年，米宗的财政收入总额为1,638,650欧元，财政支出总额为1,451,570欧元，当年的债务总额为1,719,800欧元。2021年，米宗市镇通过增值税获得273,050欧元的收入，此外当地还共获得了107,410欧元的国家直接财政补助。
2020年，米宗的人均月收入总额为2,538欧元，其中高级职员为4,305欧元，高于法国平均水平（4,230欧元）；中级职员为2,564欧元，高于法国平均水平（2,411欧元）；普通职员为1,816欧元，亦高于法国平均水平（1,740欧元）。
2019年，米宗境内的青壮年（15至64岁）失业率为7.2%；当地60.5%的家庭拥有纳税资格，平均纳税3,402欧元，低于法国平均水平（3,910欧元）。

## 社会事务

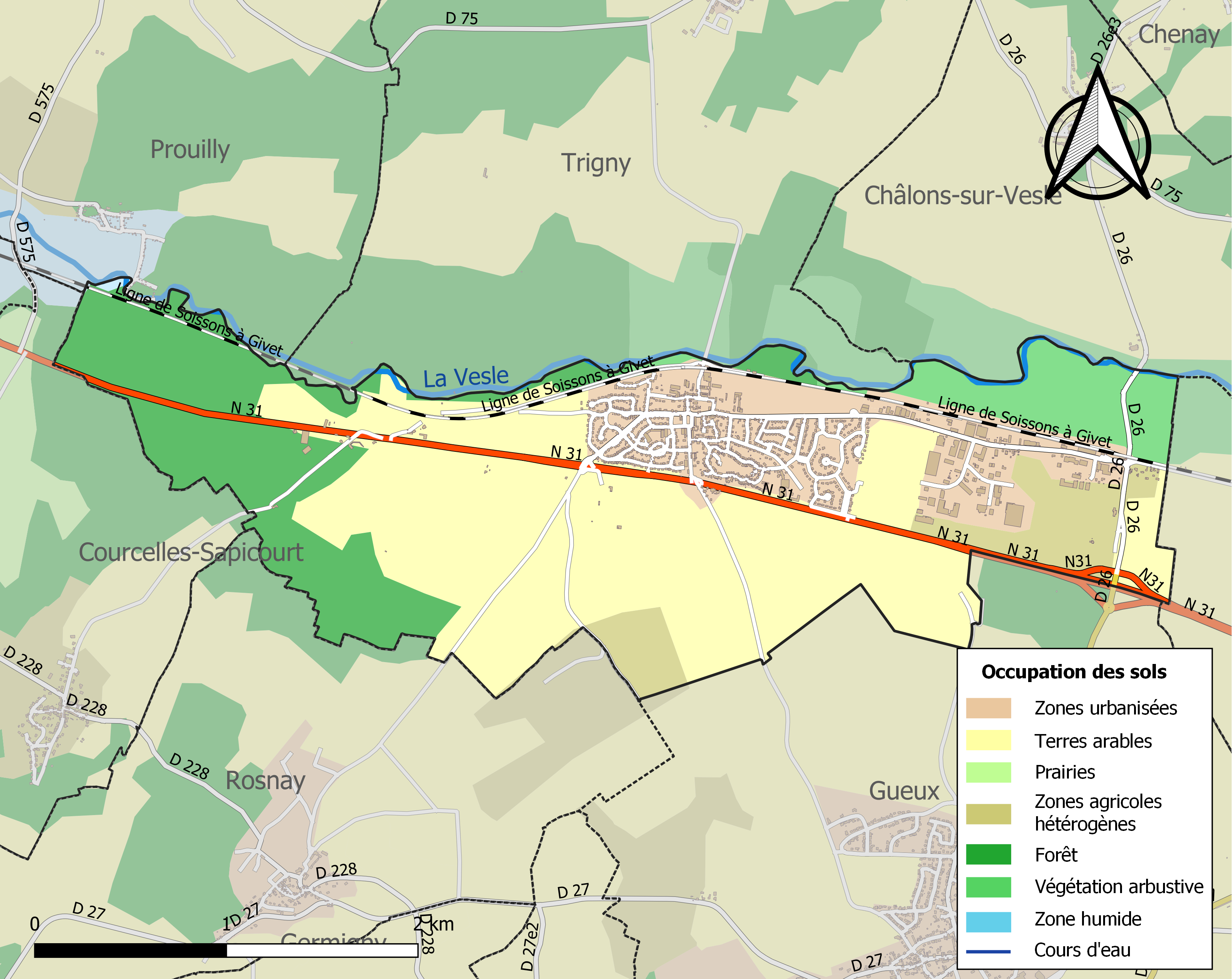
米宗土地利用情况地图

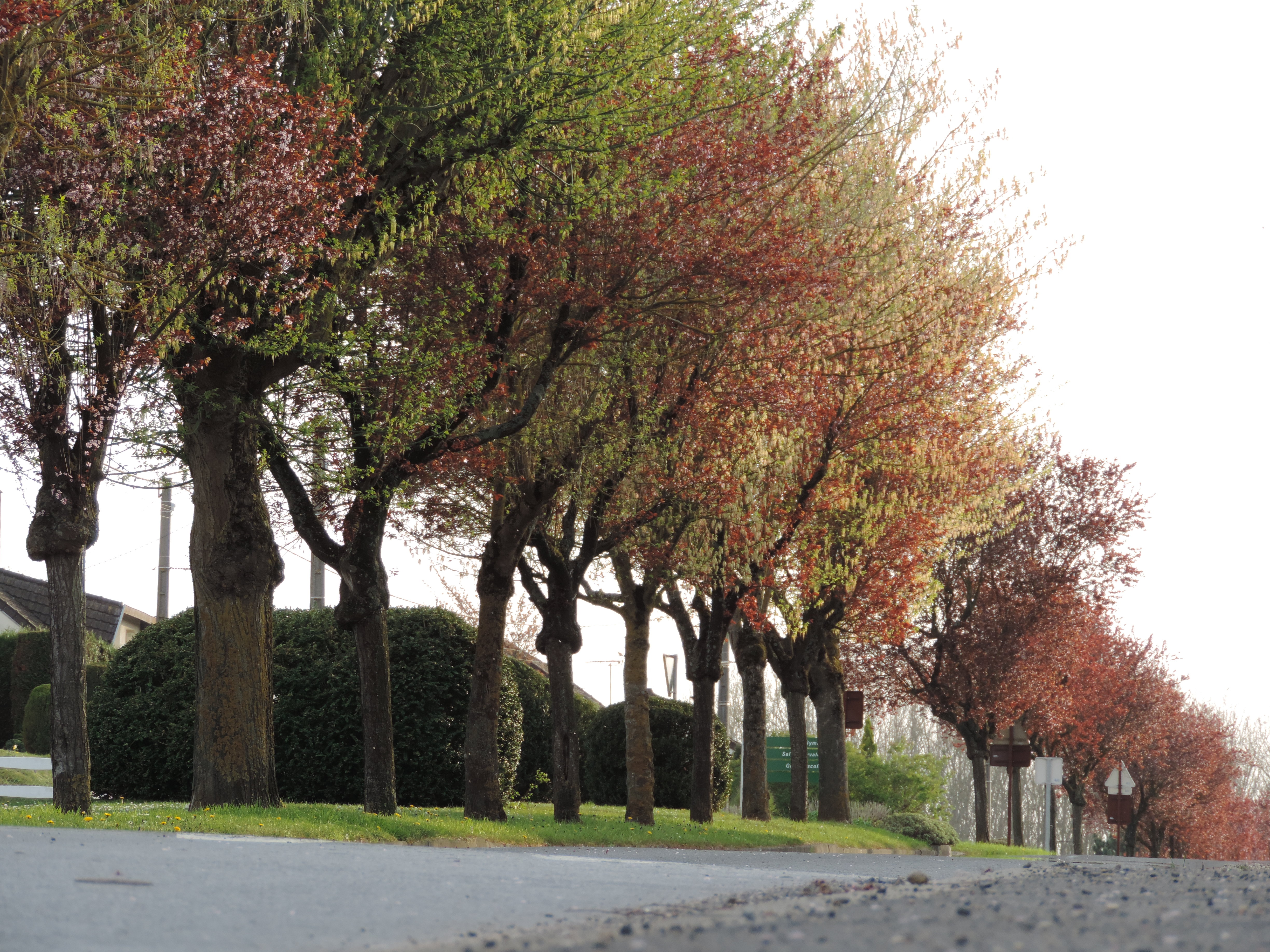
勒尚热迪大街

### 教育
米宗属于兰斯学区。截止2021年1月1日，米宗境内共有1所幼儿园和1所小学。

### 医疗
截止2021年1月1日，米宗境内共有全科医生3名、保健师5名、牙医2名、护士3名和助产士1名。境内共有药房1家。
距离米宗最近的区域性医疗机构为兰斯大学中心医院，其主病区罗贝尔·德布雷医院（Hôpital Robert Debré）位于兰斯市区南部，距离米宗市区的正常车程约16分钟，该院设有床位575个，是当地规模最大的公立综合性医院。

### 住房
2019年，米宗境内共有各类住房926套，其中92.3%为独立式居民区，7.3%为集中式居民区。常住房屋占米宗市镇范围内居民建筑总量的95.9%。
在住房保障政策方面，2021年，米宗境内共有75户家庭获得了住房经济补助，受益人数占总人口数量的3.5%，其中74份为房租补助。

### 商业
2021年，米宗境内共有各类实体商铺37家，其中餐厅2家、大型超市2家、面包房1家、美容美发店3家、汽车维修店3家。米宗市区建有一家家乐福超市。

### 体育
2021年，米宗境内共有2间体育馆、4处网球场以及1处足球或橄榄球场。
截至2023年4月，米宗体育之星（Étoile Sportive Muizonnaise，编号521815）是米宗境内唯一的一家注册足球俱乐部，其主队2022至2023赛季参加马恩省足球联赛丙组（法国第十一级别），其主场为勒尚热迪球场（Stade du Champ Jeudi）。

### 环境
米宗的环境事务由其所属的大兰斯城市公共社区联合各级政府协调负责。2021年，米宗境内暂无污染企业。

### 治安
米宗及其附近的共131个市镇是兰斯国家宪兵队（zone gendarmerie de Reims）的管辖范围。2020年，该宪兵队累计记录各类案件2,787起，其中盗窃类案件1,566起，经济类案件329起，毒品交易类案件90起。

## 文化

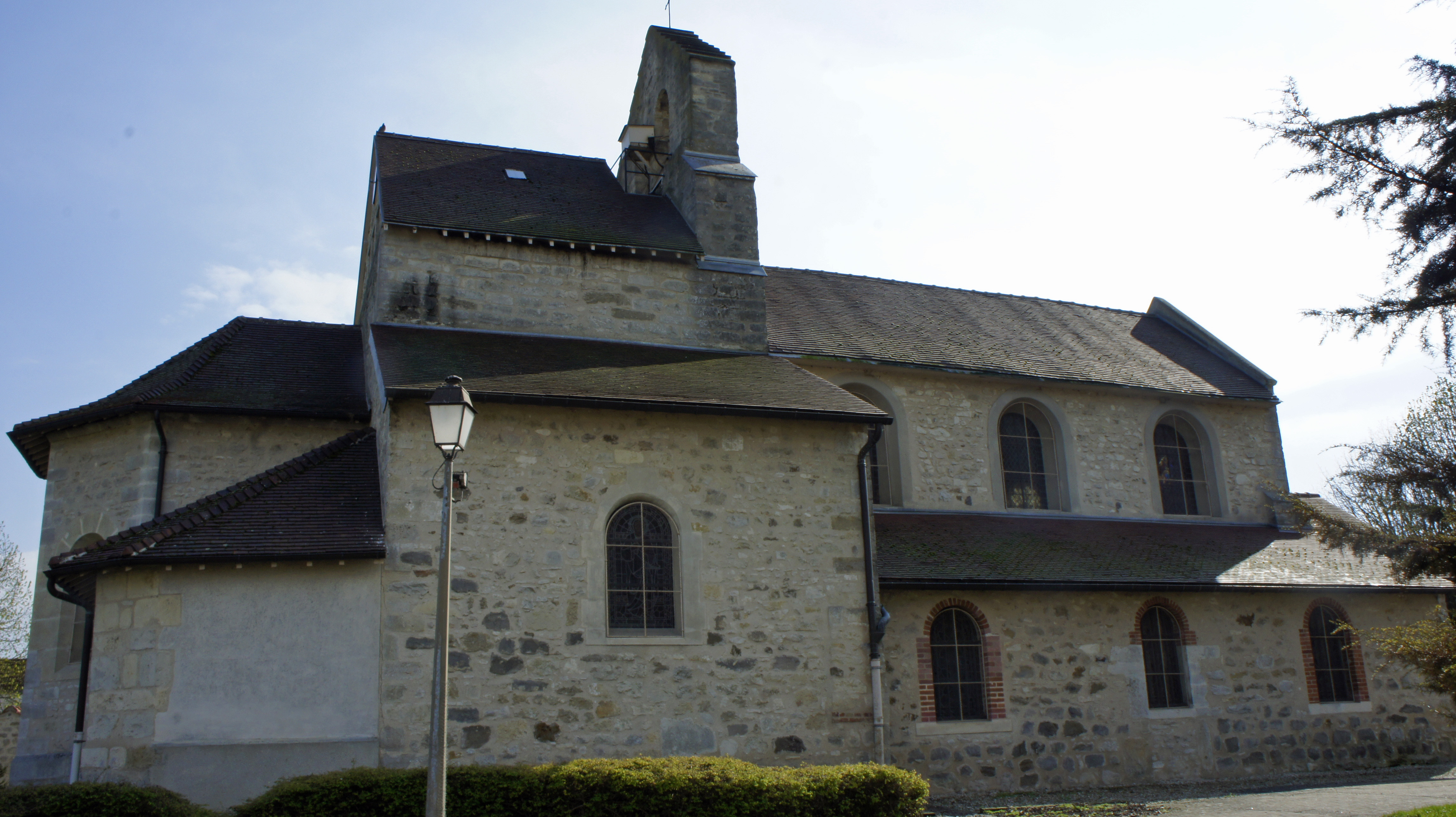
圣桑福里安教堂

2021年，米宗境内暂无任何文化设施。米宗建有市政图书馆（Bibliothèque Municipale de Muizon），每周一至五向公众开放。

### 建筑
米宗境内有多处历史建筑，其中镇中心的圣桑福里安教堂（Église Saint-Symphorien de Muizon）是当地的地标性建筑物。

### 旅游
米宗的旅游事务由其所属的大兰斯城市公共社区负责。2022年，米宗境内共有1家酒店共计14间房间；另有0个露营地，可容纳共0辆露营车。

### 媒体
法国主要的媒体均可在米宗接收，法国电视三台下属的大东部大区频道在部分时段播出米宗所在马恩省的地方新闻。《联合报》、香槟广播、蓝色法兰西香槟-阿登广播等是当地主要的地方性媒体。

## 友好城市
截至2023年4月，米宗共与一座城市互为友好城市关系：
- 德国 小温滕海姆